# Tobaksreklam

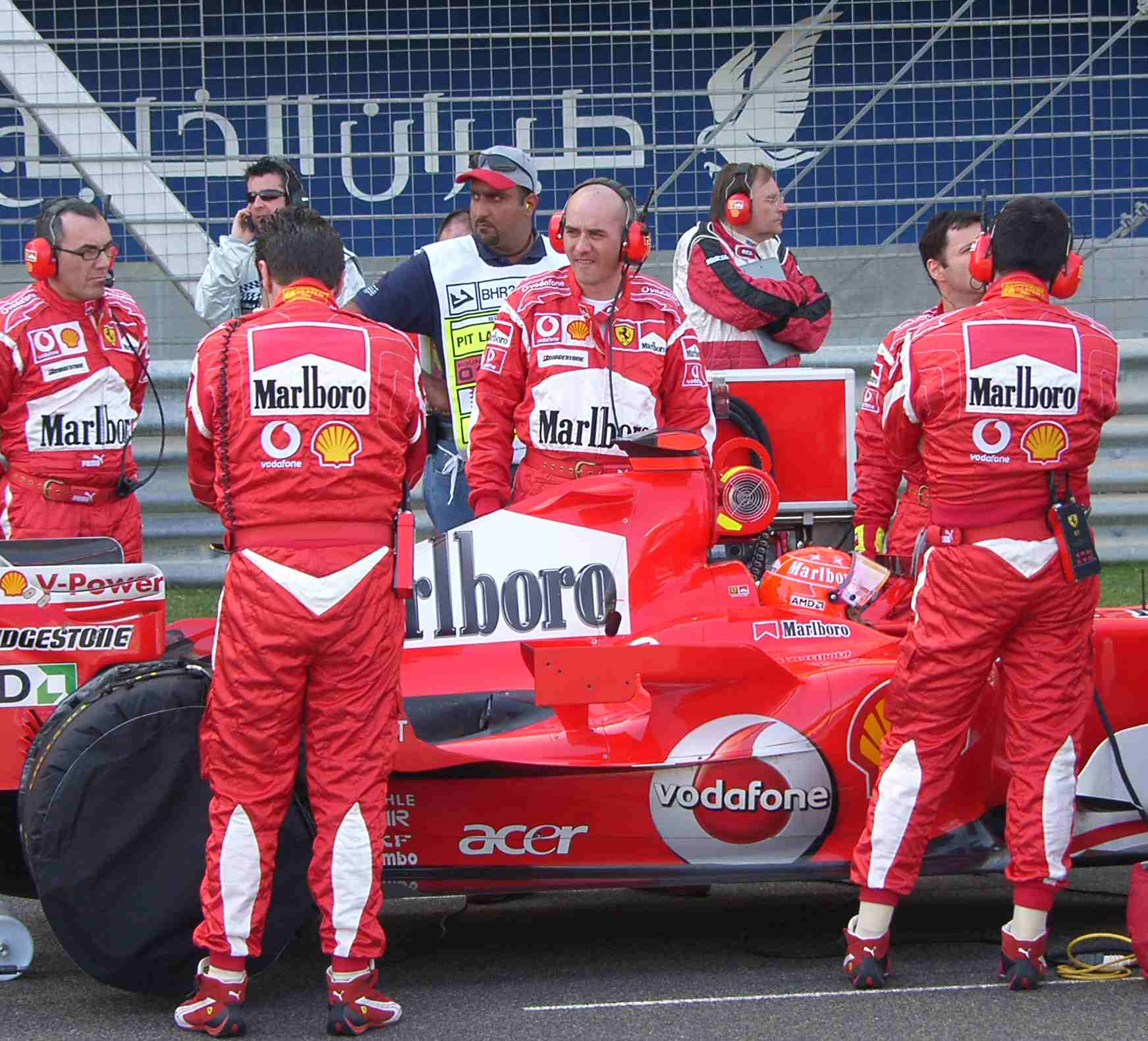
Bahrains Grand Prix 2006. Fastän cigarettreklam har förbjudits i flera länder kan reklamen fortfarande förekomma vid sändningar av motorsporttävlingar.

Tobaksreklam är reklam för tobak. Numera är tobaksreklamen starkt begränsad i många länder genom lagar, och tillsammans med alkoholreklam, en av de mest reglerade formerna av marknadsföring. Tidigare var tobaksreklam vanlig till exempel vid busshållplatser eller i bussar, och ofta kunde man se en kändis göra reklam för cigarettmärken. Länge var rökaren i annonserna oftast en man, kvinnor blev vanligt i slutet av 1960-talet. Även i filmer har man försökt göra indirekt cigarettreklam genom att låta filmfigurerna röka i filmen, så kallad produktplacering.
Under 1970- och 80-talen blev man alltmer medvetna om rökningens skador, och den tidigare så självklara tobaksreklamen fick utstå häftig kritik, vilket också stämde med tidens populära hälsofrämjande- och frisksportsvåg. Tobaksreklamens förhärligande av rökningen tonades efter kritik ner något.
Ända in på 2000-talet syntes tobaksreklam på F1-bilar och i samband med Formel 1-tävlingar. Säsongen 2007 var det bara Ferrari-stallet som har kvar den. Till säsongen 2008 hade även Ferrari tagit bort reklamen från sina bilar, avtalet med Philip Morris har dock fortsatt gälla sedan dess och uppges gälla till 2021.
Även inom Europeiska unionen har man arbetat mot tobaksreklam och 31 juli 2005 trädde EU:s direktiv om tobaksreklam i kraft, vilket förbjuder tobaksreklam i tidningar, radio och över Internet.

## Exponering av tobaksvaror i butik
I vissa länder har man infört förbud mot att exponera tobaksprodukter i butikerna. Det handlar bland annat om Thailand, Kanada, Irland, Island, Norge samt två delstater i Australien. Förbudet har tagit olika former i olika länder men det innebär i allmänhet att butiker förbjuds att skylta med tobaksvaror. Istället tvingas butiker som vill sälja tobaksvaror att förvara produkterna under disk eller i särskilda skåp och ta fram varorna först när kunderna frågar efter dem. Tanken bakom förbudet är att det skall bli svårare att komma åt tobaksvaror och att det faktum att man inte kan se produkterna skall förmå folk att avstå från rökning.
Effekterna är omstridda. Motståndare hävdar att de länder som infört exponeringsförbud har det dels medfört butiksnedläggningar som en följd av de kostnader som förbudet fört med sig, dels ökad försäljning av insmugglade eller på annat sätt illegala cigaretter. I Kanada svarar efter förbudets införande illegala cigaretter för 27 procent av marknaden. och 15 procent av servicebutikerna har kommit att läggas ner. 
På Island har 30 procent av de mindre butikerna försvunnit. 
Samtidigt visar studier på att rökningen inte minskat i de länder där förbudet införts. 
Förespråkare av förbudet menar att rökningen minskar och att butiker slår igen av andra orsaker än ett exponeringsförbud.

## Tobaksreklam i världen

### Australien
1992 antogs Tobacco Advertising Prohibition Act, som förbjöd den mesta tobaksreklamen i Australien. Tobaksbolag förbjöds även sponsra sportevenemang och andra kulturevenemang. 1998 hade detta medfört att alla sponsring naturligt upphört. Australiens hälso- och åldersminister kunde dock ge undantag för större internationella evenemang, om tobaksreklamförbudet äventyrade att just Australien fick bli arrangör. Från den 1 oktober år 2000 fick inga evenemang som tidigare inte fått undantag längre rätt att söka dispens. 2006 hade detta lett till att bara två evenemang undantogs från tobaksreklamförbudet, Australiens Grand Prix i Formel 1 och Australiens Grand Prix i motorcykelsport. Den 1 oktober 2006 togs undantagen bort. I Australiens Grand Prix 2007 var tobaksreklamen borttagen.

### Kanada
I Kanada stiftades 1988 lagen Tobacco Products Control Act, som förbjuder tobaksreklam samt säger att varningstext måste finnas på cigarettpaketen. Ett domstolsutslag den 21 september 1995 tvingade alla tobaksbolag verksamma i Kanada att sätta ut varningstexter på alla cigarettpaket.

### Folkrepubliken Kina

#### Hongkong
I början av 1992, en tid då Hongkong ännu var en brittisk besittning, förbjöds tobaksreklam i TV. Det dröjde dock några år innan den togs bort från bussarna och spårvagnarna tills det var helt förbjudet i november 2009.

### Indonesien
Sedan 2001 till 2024 kan cigarettannonser i etermedier endast göras från 21.30 till 05.00 lokal tid. Annonser i tryckta medier och etermedier får inte visa cigaretter, cigarettpaket och användning av cigaretter. Sedan 2014 kan cigarettannonser för musik och sportevenemang inte visa cigarettlogotyper, cigarettreklam i utomhusmedia ska placeras parallellt med vägaxeln och får inte skära tvärs över vägen eller vara tvärgående och får inte överstiga 72 m² i storlek och tryckt media får inte täcka hela sidan, fram- och baksidan och rikta sig till barn, tonåringar och kvinnor. Sedan 2024 kan cigarettannonser i etermedier endast göras från 22.00 till 05.00 lokal tid.

### Malaysia
Sedan den 1 januari 1995 får cigarettreklam inte visas i Malaysia, och sedan den 1 januari 2003 är även indirekt cigarettreklam förbjuden.

### Norge
Den 9 mars 1973 antogs lagen Lov om vern mot tobakksskader, som gäller från den 1 juli 1975. Flera tillägg har sedan kommit, men redan från början innehöll den förbud mot tobaksreklam.

### Nya Zeeland
1963 drogs tobaksreklamen bort från radio och TV, och 1973 även från annonstavlor och biografer. 1990 antogs lagen "Smokefree Amendment Act", som förbjöd den mesta tobaksreklamen. Kvarstående tobaksreklam- och sponsring förbjöds 1995, men fanns kvar i butiker där varorna såldes fram till den 11 december 1998.

### Storbritannien
1962 höjdes röster för förbud mot tobaksreklam i Storbritannien. Den 1 augusti 1965 förbjöds cigarettreklam i TV. Reklam för cigarrer och andra tobaksprodukter fortsatte fram till 1991. 1971 kom Storbritanniens regering och den brittiska tobaksindustrin överens om att införa varningstexter på alla cigarettpaket.
Utanför TV-apparaterna pågick tobaksreklamen längre utan förbjud, men 1986 blev reglerna strängare, och förbjöd till exempel reklam som visar en person röka.
I juni 1997 meddelade det brittiska hälsoministeriet att all sponsring av tobaksbolag till sport skulle förbjudas. Det hade just varit val i Storbritannien föregående månad. Labourpartiet hade kommit i regeringsställning för första gången sedan 1979, och meddelade att man planerade att förbjuda all reklam för tobaksprodukter. Genom Tobacco Advertising and Promotion Act 2002 förbjöds den mesta återstående tobaksreklamen i etapper de kommande åren.
Det skotska parlamentet förbjöd tobaksreklam i Skottland 2001.

### Sverige
Vanliga slogans tidigare var Känt folk röker Kent och Jag har också gått över till Prince. 
På 60-talet uppmärksammades tobakens hälsorisker, och en illegal kampanj mot tobaksreklam använde slogans som Känt folk dör av Kent och Rök Pall Mall - dö knall fall.
Då kravet på varningstext kom 1977 blev det snabbt mindre attraktivt att göra tobaksreklam. 1993 förbjöd Sverige direktreklam för tobak, och därefter är tobaksreklam i Sverige främst begränsad till så kallade indirekt reklam, till exempel reklam för solglasögon med samma reklambakgrund som Blend. Den 1 oktober 2003 förbjöds även att marknadsföra cigaretter som "lightcigaretter".
I mitten 1990-talet gjordes flera kampanjer mot rökning i Sverige, där influenser från tidigare tobaksreklam och cigarettmärken användes, till exempel Misshandlad av en Prince från 1995. Med den gamla reklamtexten Marlboro Man, men med bilden utbytt mot barn, ville man 1997 påpeka att många som börjar röka juridiskt sett fortfarande är barn, och att unga är en målgrupp. Med Welcome to the Marlboro Country, och en bild på en kyrkogård ville man informera om de gånger rökningens följder haft dödlig utgång.

### USA
I USA var Marlboro Man symbolen för cigaretter av Marlboro från 1954 och fram till 1990-talet. Under 1950- och 60-talen hjälpte många tobaksbolag till med att sponsra TV-shower i TV-program. I juni 1967 förbjöds tobaksbolag att sponsra program som diskuterade tobaksbrukets hälsorisker och skador. I april 1970 antog USA:s kongress Public Health Cigarette Smoking Act som förbjöd cigarettreklam i TV och radio från den 2 januari 1971. Tobaksreklam utan att visa cigarettpaket och rökande människor fanns kvar till 28 augusti 1986.
Efter 1971 gjordes den mesta tobaksreklamen i USA i tidskrifter och på annonstavlor. Sedan lagen Federal Cigarette Labelling and Advertising Act kom måste alla cigarettpaket och all tobaksreklam ha varningstext från USA:s generalkirurg. I november 2003 gjordes en överenskommelse om att upphöra med tobaksreklam i skolbiblioteksupplagorna av fyra tidskrifter med en stor grupp unga läsare (Time, People, Sports Illustrated och Newsweek).

## Sponsor

### Motorsport

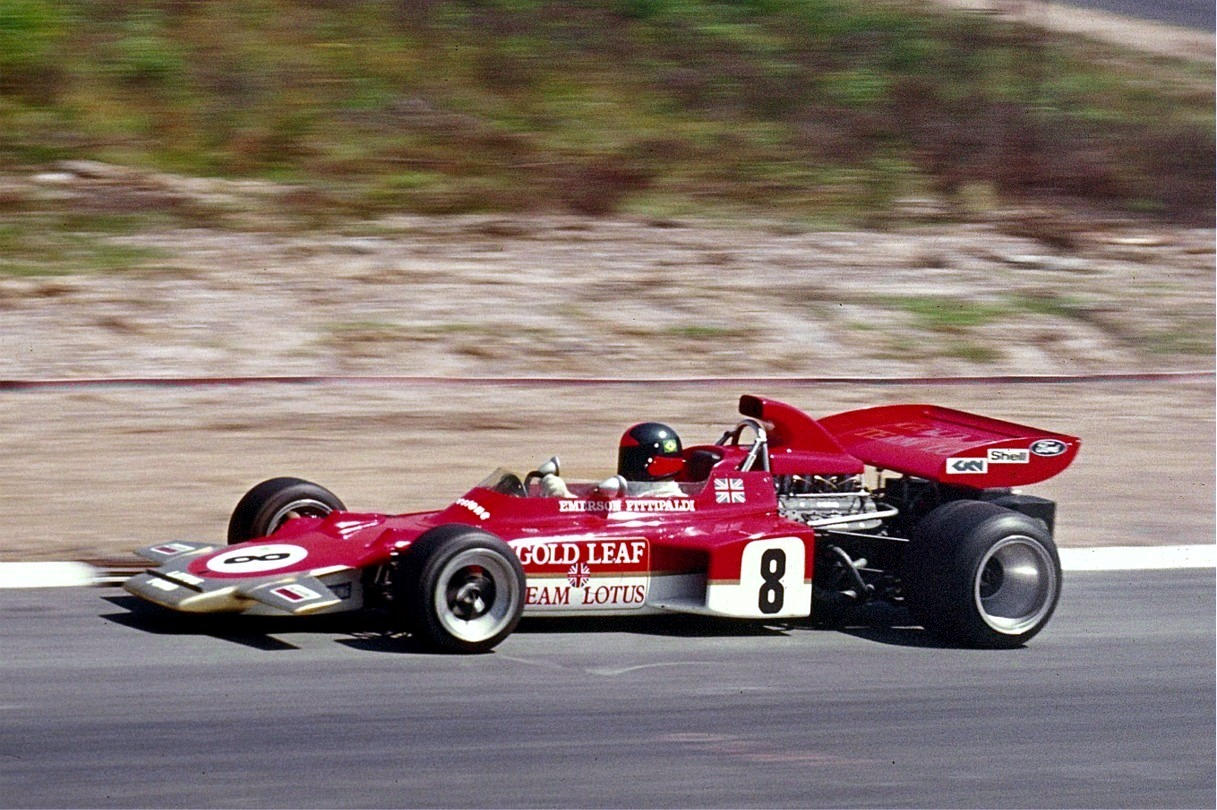
Gold Leaf-sponsrad Lotus från 1971

Från Monacos Grand Prix 1968, blev motorsporten kraftigt beroende av tobaksreklamen som sponsor på Formel 1-banorna i många år. 1976 förbjöd Västtyskland tobakssponsrade motortävlingar, och Storbritannien följde efter 1984, först i samband med större tävlingar, sedan alltmer under mindre tävlingar. 1992 gjorde Frankrike samma sak.

### Fotnoter
1. ↑  ”Philip Morris unveils smoke-free vision under expanded Ferrari deal” (på engelska). sportbusiness.com. SportBusiness Communications. 21 februari 2018. https://www.sportbusiness.com/sport-news/philip-morris-unveils-smoke-free-vision-under-expanded-ferrari-deal. Läst 31 mars 2018.
2. ↑  EU-direktiv IP/05/1013  PDF
3. ↑  Cancerfonden: Cancerfondsrapport 2010, s. 94 - 99
4. ↑  Physicians for a Smoke Free Canada, 2008 “Estimating the volume of contraband sales of tobacco in Canada”
5. ↑  PriceWaterhouseCoopers/HEC Montréal 2009 “Local Presence, national strength: Convenience stores in Canada”
6. ↑  The Telegraph “Government wins vote on banning tobacco products from shops” 2008-05-07
7. ↑  ”Arkiverade kopian”. Arkiverad från originalet den 4 juli 2010. https://web.archive.org/web/20100704172352/http://www.iea.org.uk/files/upld-book517pdf. Läst 12 augusti 2010.
8. ↑  Tobaksfakta: Tobaksbolag angriper exponeringsförbud
9. ↑  Grandprix.com
10. ↑  Grandprix.com
11. ↑  Grandprix.com